# Carlos Snopek
Carlos Snopek (La Mendieta, departamento San Pedro de Jujuy, 2 de octubre de 1914 - Humahuaca, 9 de junio de 1991) fue un ingeniero y político argentino que ejerció como gobernador de la Provincia de Jujuy entre 1973 y 1976, y nuevamente entre 1983 y 1987.

## Biografía
Realizó sus estudios secundarios en San Salvador de Jujuy y posteriormente en el Liceo Naval en Buenos Aires. Se recibió de ingeniero civil en la Universidad de Buenos Aires en 1945. En su juventud fue afiliado a la Unión Cívica Radical.
De regreso en Jujuy, se unió al peronismo y fue elegido diputado de la convención constituyente provincial por el Departamento Tumbaya. Fue director de Obras Públicas de la Municipalidad de San Salvador de Jujuy; posteriormente fue jefe del área de estudios y proyectos de la dirección provincial de vialidad. Al mismo tiempo ejerció como diputado provincial entre 1946 y 1952.
Fue secretario de la convención Constituyente y Convencional Constituyente en 1948, presidente de la Comisión provincial de
Cultura entre 1952 y 1955, entre otros.
En 1955 fue nombrado interventor de la municipalidad de San Miguel de Tucumán, durante la intervención federal a la provincia de Tucumán, ejercida por José Humberto Martiarena. Fue derrocado el 16 de septiembre de ese año.
Durante los años siguientes fue uno de los organizadores del Partido Justicialista durante el período en que éste estuvo prohibido. En 1963, durante un conflicto entre el Poder Ejecutivo provincial y la Legislatura, la mayoría de ésta nombró gobernador a Horacio Guzmán, conservador, acompañado como Ministro de Gobierno por Carlos Snopek, por el justicialista; en la práctica, ese gobierno nunca llegó a ejercer el poder. En las elecciones al Senado de 1966 fue elegido senador nacional por Jujuy, desempeñando el cargo por pocos meses debido al golpe de Estado de ese año.
En 1973, resultó elegido gobernador de la Provincia de Jujuy por el Frente Justicialista de Liberación. Durante su gestión terminó la construcción del Dique Las Maderas, una obra que había tomado más de 50 años, cerca de El Carmen. También se inició la construcción del Dique Los Alisos, el más grande de la provincia.
También se inició la construcción del camino a Chile a través del Paso de Jama, que sería terminado en 1991.
Su mandato se vio suspendido con el golpe de Estado del 24 de marzo de 1976, que inició la dictadura conocida como Proceso de Reorganización Nacional.
En octubre de 1983 fue elegido gobernador de Jujuy por segunda vez. Se negó a asumir de manos de su antecesor, funcionario de la dictadura, y prestó juramento ante las autoridades legislativas y judiciales.
Durante su segundo gobierno dio gran impulso a la educación, creando el Fondo para la Educación y la Cultura, para equipar a las escuelas provinciales y construir numerosas escuelas nuevas.Durante sus dos gobernaciones, planificó y concretó numerosas obras en la provincia,
entre ellas: edificios escolares, puentes, caminos, hospitales, puestos desalud, miles de viviendas, iniciación y construcción de gran parte de la rutahacia el Paso de Jama, los diques Las Maderas y Los Alisos, estructuras para la provisión de energía eléctrica y agua potable en la Puna y Quebrada, etc.
Mejoró la situación sanitaria de las localidades pequeñas de su provincia, con salas de primeros auxilios y agua potable. También extendió la electricidad y construyó un gran número de viviendas en toda la provincia. Creó comisiones municipales para descentralizar la administración. Recorrió la provincia entera varias veces, conduciendo su propio vehículo, característica que luego le costaría la vida.
Durante su gobierno se sancionó una nueva constitución provincial, que fue jurada el 18 de noviembre de 1986. Para paliar la falta de dinero en efectivo, emitió títulos públicos con el nombre de "bonos", que reemplazaron parcialmente el papel dinero para el comercio local.
En diciembre de 1989 asumió como senador nacional, cargo para el que había sido elegido por la Legislatura provincial. Dos años más tarde se presentó como candidato a la gobernación, pero mientras recorría la provincia para la campaña electoral sufrió un accidente automovilístico en el paraje Chucalesna, cerca de Humahuaca donde perdió la vida junto a su esposa Angélica Bos. En su honor fue nombrado el Hospital Ing. Carlos Snopek en Alto Comedero, un parque industrial una planta potabilizadora en Palpalá, y la escuela primaria Nº 412 ubicada en la ciudad de El Carmen (Jujuy).
Fue tío del también gobernador Guillermo Snopek y padre del diputado nacional Carlos Daniel Snopek.